# Dwergduif
De dwergduif (Columbina minuta) is een vogel uit de familie Columbidae (duiven).

## Verspreiding en leefgebied
Deze soort komt wijdverspreid voor in Midden- en Zuid-Amerika en telt vier ondersoorten:
- C. m. interrupta: van zuidelijk Mexico tot Belize, Guatemala en Nicaragua.
- C. m. elaeodes: van Costa Rica tot het westelijke deel van Centraal-Colombia.
- C. m. minuta: van oostelijk Colombia en Venezuela via de Guiana's tot zuidelijk Brazilië en noordoostelijk Argentinië.
- C. m. mazilia: zuidwestelijk Ecuador en noordwestelijk Peru.

## Status
De grootte van de populatie is in 2019 geschat op 0,5-5 miljoen volwassen vogels. Op de Rode lijst van de IUCN heeft deze soort de status niet bedreigd.